# Dassler
Дасслер (нім. Dassler) — німецька фірма з виробництва спортивного взуття, що існувала з 1924 по 1948 рік. Заснована братами Адольфом і Рудольфом Дасслерами. У 1948 році брати посварилися і розділили фірму між собою. Адольф назвав свою Adidas, а Рудольф свою — Puma. Так народилися дві всесвітньо відомі сучасні фірми, які виробляють спортивні товари.

## Історія компанії

### 1920-ті
- 1920 рік

Незабаром після Першої світової війни, на початку 1920 Дасслери на сімейній раді вирішили організувати сімейну справу — пошивши взуття. Першою продукцією сім'ї Дасслер були домашні капці і ортопедичне взуття для тренувань спортсменів — інвалідів (яких було багато після війни). Матеріалом для них служило списане військове умундирування, а підошви вирізували зі старих автомобільних покришок.
- 1924 рік

До виробництва приєднався і старший брат Адольфа, Рудольф. 1 липня 1924 р. заснована «Взуттєва фабрика братів Дасслер». Два брати з протилежними характерами доповнюють один одного — Адольф — спокійний і урівноважений виробник, в той час, як Рудольф — активний і комунікабельний продавець.
- 1925 рік

Адольф винайшов і зшив перші у світі футбольні бутси з шипами, які виковували ковалі брати Целяйн. Футбольна модель виявилася зручною і разом з гімнастичними капцями стала основною продукцією Дасслерів.
- 1927 рік

Дасслери орендували для своєї фабрики цілу будівлю, збільшили штат до 25 робітників, а виробництво — до 100 пар взуття на день. Пізніше Дасслери викупили цю фабрику.
- 1928 рік

Шиповки братів, розроблені разом з Джозефом Вайтцером, отримують патент німецького бюро. Літні Олімпійські ігри 1928 в Амстердамі — перша поява взуття братів на таких великих змаганнях. Декілька спортсменів виступають у взутті Дасслерів.
- 1929 рік

Вперше в асортименті фабрики братів з'являються футбольні бутси.

### 1930-ті
- 1931 рік

Німецьку економіку вражає криза. Фабрика братів Дасслер не сильно схильна до даної проблеми, брати викупляють будівлю, яка доти тільки орендували. Компанія розпочинає спорудження 3-поверхового будинку, пізніше названого «Вілла».
- 1932 рік

На Олімпіаді 1932 року німець Артур Йонат, виступаючи у взутті «Дасслер», став третім в бігу на 100 метрів. Це стає першим серйозним успіхом рекламної кампанії, заснованої на співпраці із спортсменами.
- 1934 рік

Подія року для Адольфа — весілля. 17 березня дружиною стає Катріна Мерітц, дочка дизайнера взуття Франца Мерітца. Протягом декількох років народжуються майбутні спадкоємці — Хорст, Інге і Катрін.
- 1936 рік

На Олімпійських іграх — 36 в Берліні американський бігун Джессі Овенс у взутті «Дасслер»[джерело?] завоював чотири золоті медалі і встановив п'ять світових рекордів. Продажі «Фабрики братів Дасслер» перевищили 400 000 німецьких марок.
- 1938 рік

Відкривається друга фабрика Дасслерів в Герцоґенаураху. Всього їх підприємство виробляє щодня 1000 пар взуття.
- 1939 рік

Після початку Другої світової війни, не зважаючи на те, що обидва брати були переконаними членами нацистської партії, але фабрики Дасслерів нацисти конфіскували, а самі брати вирушили на фронт. На одній з фабрик нацисти спробували налагодити виробництво ручних протитанкових гранатометів, проте фабричне устаткування було не пристосоване для такого виробництва, тому Адольфа повернули з армії через рік — виготовляти тренувальне взуття для німецьких солдатів.

### 1940-ті
- 1945 рік

Містечко Герцоґенаурах потрапило в американську зону окупації. Рудольф опинився в таборі для військовополонених. Фабрика Дасслерів поставляє в Сполучені Штати 1000 хокейних ковзанів за умовами контрибуції. Як компенсацію за ковзани вона отримує списану амуніцію армії США — намети, старі бейсбольні рукавички і т. д.
- 1946 рік

Окупація закінчена. Рудольф повертається з табору для військовополонених. Сімейна справа братам довелося підіймати майже з нуля. Взуття «Дасслер» знову виготовлялося із залишків військової амуніції, а 47 найнятих робітників отримували зарплату товаром (дровами, пряжею і т. ін.).
- 1948 рік

Навесні, незабаром після смерті батька, брати поривають стосунки внаслідок сварки. Рудольф забрав собі одну фабрику, а Адольф — другу. Вони умовилися не використовувати назву і символіку сімейного підприємства. Аді назвав свою фірму Addas, а Руді свою — Ruda. Але вже через декілька місяців Addas перетворюється на Adidas (абревіатура від Аді Дасслер), а Ruda — на Puma. Так припинив існування всесвітньо відомий у той час бренд — Dassler.
Самі брати до кінця своїх днів зберігали мовчання про причини сварки. Можливо, Руді так і не зміг пробачити Аді, що після війни той не спробував визволити його з табору для військовополонених, використовуючи знайомство з американськими офіцерами. Пізніше Аді визнав, що це саме він доніс на брата окупаційній владі. Можливо, брати не змогли розділити спадок батька. У будь-якому випадку після розвалу сімейного підприємства брати один з одним не розмовляли, а Puma і Adidas стали найзапеклішими конкурентами.